# Fanad United
Fanad United FC is een Ierse voetbalclub uit Fanad, County Donegal.
De club werd in 1975 opgericht en was een van de oprichtende leden van de Ulster Senior League. Daarin veroverde het dertien keer de titel en ook won de club tweemaal de FAI Intermediate Cup.  In 2011 nam de club voor het eerst deel aan het A Championship, het derde Ierse niveau. Die competitie werd na dat seizoen opgeheven en sindsdien speelt Fanad weer in de Ulster Senior League.